# Chilothorax altaicus
Chilothorax altaicus är en skalbaggsart som beskrevs av Nikolajev 1984. Chilothorax altaicus ingår i släktet Chilothorax och familjen Aphodiidae. Inga underarter finns listade i Catalogue of Life.